# Pietro Pileo da Prata

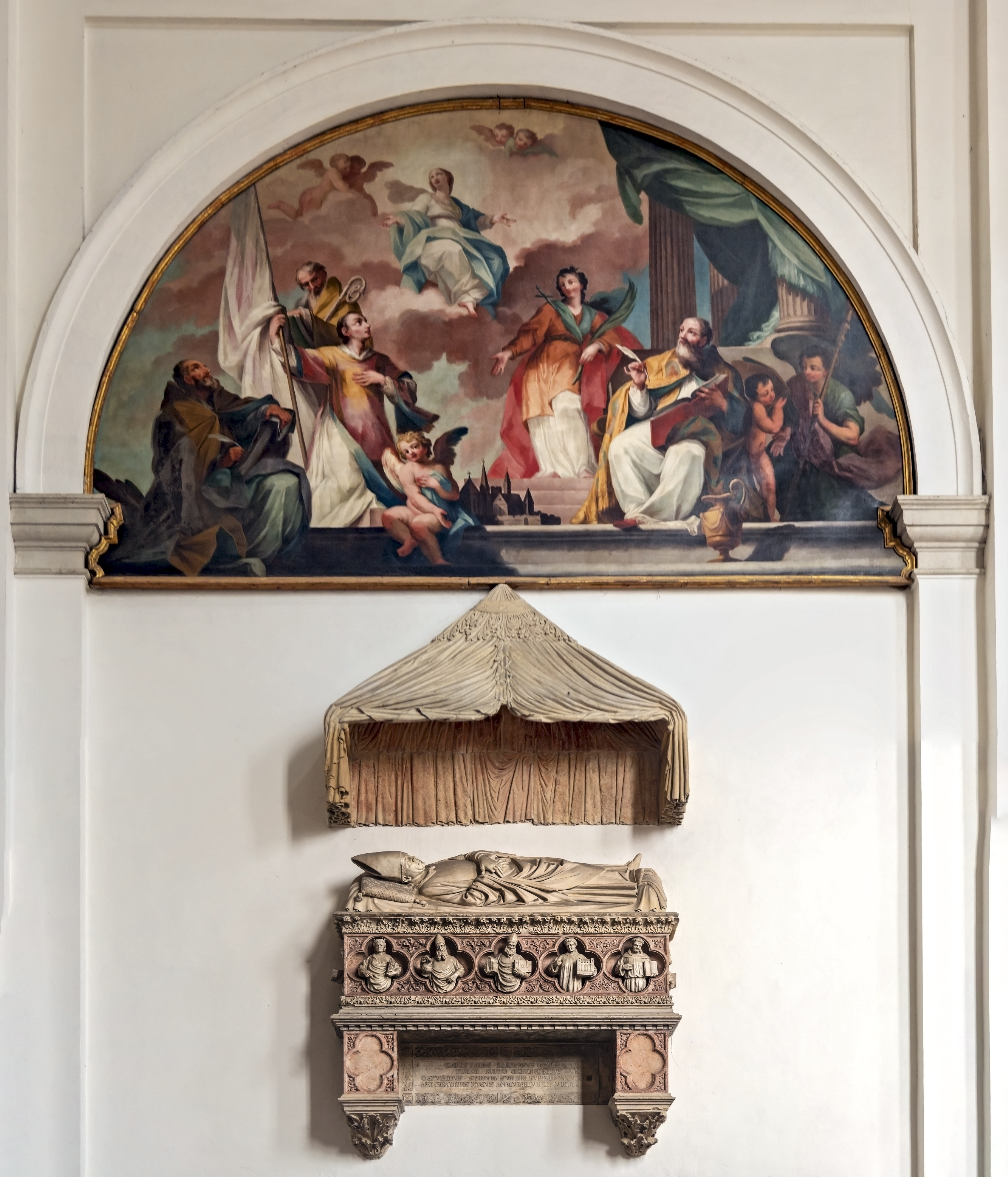
Praalgraf in de kathedraal van Padua

Pietro Pileo da Prata (Prata di Pordenone, circa 1330 – Rome, december 1401) was een Italiaans prelaat afkomstig van Friuli in het Heilige Roomse Rijk. Hij was bisschop van Treviso (1358-1359), bisschop van Padua (1359-1370) en aartsbisschop van Ravenna (1370-1385).
Hij was kardinaal vanaf 1378. Hierdoor was hij niet meer in dienst van zijn machtige familie in Noordoost-Italië. Kardinaal Pileo was legaat en nuntius in dienst van de pausen achtereenvolgens van Avignon (Ballingschap), Rome, dan van Avignon (Westers Schisma) en nadien terug van Rome. Hij verbleef onder meer in Brugge in het graafschap Vlaanderen, gelegen in het koninkrijk Frankrijk, en dit midden de Honderdjarige Oorlog (1337-1453) tussen Frankrijk en Engeland.

## Familienamen
Zijn Friulische familienaam werd geschreven als Pileo, Pileus, Pilleus, Pigleus of Pigio. 
Da Prata verwijst naar zijn origine Prata di Pordenone in Friulië.
Zijn bijnaam was de kardinaal van Ravenna.

## Levensloop

### Jonge kanunnik in Padua
Pileo was de zoon van ridder Biaquino da Prata en Isilgarda (Enselgarda), een telg uit het Huis Carrara, heersers over de stadstaat Padua. Pileo werd geboren in 1330 of 1331, meest waarschijnlijk in het kasteel van Prata, in West-Friulië. Zijn familie langs vaders kant was invloedrijk in het patriarchaat Aquileja in de republiek Venetië, en aan moeders zijde maakte hij deel uit van de familie der heren van Padua in het Heilige Roomse rijk. Pileo was kanunnik in de kathedraal van Padua vanaf 1350; zijn tijdgenoot was kanunnik Petrarca, een bekende dichter. De bisschop van Padua was toen Ildebrandino Conti, die vaak in Avignon verbleef waar de pausen in ballingschap leefden. Pileo werd bevorderd tot aartspriester van Padua (1356).

### Bisschop van Padua
In 1358 verkoos het kapittel van de kathedraal van Treviso Pileo tot hun bisschop. Hij trok nooit naar Treviso omdat zijn neef, Francesco I da Carrara, heer van Padua, er intussen alles voor deed om hem tot patriarch van Aquileja te benoemen. Dit mislukte.
Door deze misgelopen benoeming trok Francesco I hem aan als bisschop van Padua, de thuisbasis van het Huis Carrara (1359).
Als bisschop bleef hij 21 jaar in dienst (tot 1370). Pileo trok zich het bestuur van de universiteit van Padua aan. Tijdens zijn episcopaat werd de faculteit theologie opgericht aan de universiteit (1363). Verder ondersteunde Pileo de expansiepolitiek van zijn neef Francesco I in Noordoost-Italië. Francesco I zond Pileo op missie naar Avignon. Pileo verbleef er van 1364 tot 1365, waarin hij opviel bij paus Urbanus V. In de jaren nadien ging Pileo op diplomatieke missie zowel in naam van de heer van Padua als in pauselijke opdracht. Zo was hij diplomaat in Viterbo, Bologna, Udine, Mantua en Modena. Voor Urbanus V was de tijd gekomen dat Pileo uitsluitend op Roomse diplomatieke missies ging en niet meer voor rekening van Padua. Ondertussen deed de republiek Venetië zijn beklag bij de paus omwille van de expansiedrang van Padua.

### Aartsbisschop van Ravenna
In 1370 werd Pileo bevorderd tot aartsbisschop van Ravenna. Hij ging meer en meer op diplomatieke missies voor de paus. Vanuit Frankrijk voerde Pileo strijd tegen de heerser van Ravenna, Guido da Polenta die kerkelijke goederen aansloeg. Pileo ging de geschiedenis van Ravenna in als de afwezige prelaat die de politieke macht en tradities van Ravenna miskende.

### Uitsluitend apostolisch diplomaat
Paus Gregorius XI benoemde Pileo tot nuntius in Frankrijk en Engeland om te bemiddelen in de Honderdjarige Oorlog. Het doel was de wapenstilstand van 1373 te bestendigen. Deze missie in Parijs en Londen draaide uit op een mager resultaat (1374). De wapens moesten zwijgen tot er een ‘vredesconferentie’ in Brugge zou gehouden worden. In 1375-1376 verbleef Pileo in Brugge als nuntius bij Lodewijk van Male, graaf van Vlaanderen. De conferentie vond plaats in de proosdijkerk van Sint-Donaas. De onderhandelingen tussen Frankrijk en Engeland liepen vast door onenigheid over de opdeling van Aquitanië tussen beide landen. Pileo verliet de onderhandelingen eind 1376.
Pileo onderhandelde in het Heilige Roomse Rijk over de koningskroning van Wenceslaus. In 1378 was Pileo nuntius in Parijs om steun voor deze kroning te krijgen van het Franse hof. In Frankrijk werd Pileo bekend als een bon vivant die hield van wijn en parfum. De kosten van zijn diplomatiek leven liepen ondertussen op. Dankzij het verkrijgen van een kardinaalshoed en bijgaande privilegies kon Pileo dit probleem verhelpen (1378). Pileo werd kardinaal-priester van de Santa Prassede in Rome. In het volgende jaar bemiddelde hij tussen het Engelse en Duitse hof over de verloving van Richard II van Engeland met Anna van Bohemen – ze huwden in  Westminster Abbey in het jaar 1382. Pileo was vervolgens pauselijk nuntius in het Heilige Roomse Rijk van 1378 tot 1382. Hij ondersteunde de politiek van koning Wenceslas. Het bracht Pileo in meerdere steden zoals Praag, Nürnberg, Würzburg, Worms, Frankfurt en Speyer. Met het voltrekken van het huwelijk tussen Richard II en Anna van Bohemen in 1382 was de diplomatieke taak van Pileo afgelopen aan het Duitse hof.
Ondertussen was het Westers Schisma voltrokken zodat het Heilige Roomse Rijk (of delen ervan) voor een moeilijke keuze stond tussen Rome en Avignon. Pileo stelde zich in dienst van de paus in Rome: Urbanus VI. Van 1382 tot 1397 was Pileo legaat in verschillende Italiaanse vorstendommen, zowel noordelijke zoals de heerlijkheid Milaan als het koninkrijk Napels in het zuiden. Het bracht hem naar Milaan, Udine, Gemona, Napels en Pisa doch ook in zijn geboortestreek Friuli. Dit laatste liet hem toe zijn eigendommen daar te beheren. Pileo kreeg bovendien de bevordering tot kardinaal-bisschop van Frascati (1385).
Aan zijn trouw aan Rome kwam een einde in 1386. Paus Urbanus VI beschuldigde Pileo van poging tot vergiftiging; Pileo nam zijn toevlucht in de heerlijkheid Milaan waar hij zijn kardinaalshoed verbrandde op de markt van Pavia (1386). Tegenpaus Clemens VII gaf hem een nieuwe kardinaalshoed: deze van kardinaal-priester van Santa Prisca; strikt gezien was hij een pseudokardinaal van Santa Prisca omwille van zijn trouw aan Avignon. Het was dan verder begrijpelijk dat Pileo nuntius was van tegenpaus Clemens VII. Hij deed dit van 1386 tot 1391. Pileo werd tevens benoemd tot apostolisch administrator van het bisdom Viviers in Frankrijk. Voor zijn onwettige zoon Pietro Francesco kocht hij een kasteel in Friulië (1382). Hij promootte het pausdom van Avignon in Piemonti, in Friuli en in Viterbo. De stad Viterbo verzette zich tegen elke aanhang met Avignon en Pileo liep over naar het kamp van het pausdom in Rome (1391).
Paus Bonafatius IX in Rome benoemde hem tot nuntius in het hertogdom Spoleto en tot legaat in steden van de Pauselijke Staat: Perugia, Città di Castello, Cortona, L’Aquila en Chiusi. Pileo hield er zich bezig met opstandige milities te ontwapenen. Vervolgens deed hij nog kleinere opdrachten, zodat hij zijn tijd kon besteden aan inkomsten in Friuli. Hij verwierf prebenden. In 1398 was hij andermaal in de Curie in Rome. Hij moest zijn oude vriend koning Wenceslaus aanklagen in een afzettingsprocedure (1400).
Pileo stelde in zijn testament de volgende schenkingen: een studiehuis in Padua voor arme studenten uit Friuli genaamd Collegio Pratense, een fonds bij bankiers in Venetië voor de universiteit van Padua, de bouw van een kapel in de kathedraal van Padua, en giften aan kloosters verbonden aan zijn titelkerken in Rome. Hij kreeg een praalgraf in de kathedraal van Padua.